# Legend of Kay
Legend of Kay (с англ. — «Легенда о Кее») — компьютерная игра в жанре action-adventure с элементами платформера, разработанная немецкой компанией Neon Studios для PlayStation 2. Сюжет игры повествует о юном коте-воине по имени Кей, который пытается спасти свой некогда мирный остров от завоевавших его злобных армий горилл и крыс.
Она была создана в 2005 году, выпущена в 2010 в Европе (28 мая), Северной Америке (14 июня) и Австралии (26 августа).
В 2015 году появилась Legend of Kay: Anniversary — переиздание игры с улучшенной графикой и онлайн-рейтингами игроков для сравнения очков. Помимо PlayStation 2 игра была выпущена на платформах Windows, Nintendo DS, PlayStation 3, PLayStation 4, Xbox 360, Wii U, OS X, PC.

## Игровой процесс
Игрок берёт на себя роль котёнка-воина Кея, который является героем игры. Герой должен выполнять различные действия для продвижения вперёд и преодоления препятствий: подниматься по канатам, использовать различные виды прыжков, решать головоломки и т. д. В помощь герою даётся выбор из трёх типов оружия, которые открываются по мере прохождения игры: меч, когти и боевой молот.
Для каждого из этих видов оружия можно получить обновления в дальнейшем прохождении игры, которые отличаются как внешне, так и качественно от соответствующего основного оружия. Каждый тип имеет как свои преимущества, так и недостатки, например: когти являются единственным оружием, которое можно использовать, находясь в воде. Они намного быстрее меча, но при этом слабее. Молот обладает большей сокрушительной силой, чем два других оружия и отлично подходит для поражения бронированных противников, но имеет низкую скорость атаки.
Кей также может пользоваться магией, поражающей молнией нескольких противников одновременно, а также является единственным способом расколоть кристаллы очков (красные, жёлтые и синие октаэдры), встречающиеся повсеместно. Для того, чтобы воспользоваться магией, нужна мана.
Кроме того, можно прокачивать свои количества здоровья и маны, находя сосуды сердца и сосуды маны соответственно. Также в игре присутствуют различные типы брони, увеличивающие здоровье персонажа либо спасающие его только от физических атак.
В игре также присутствуют мини-игры, например, гонки на кабане или волке.

## Сюжет
Действие игры происходит на острове Яньцзин (англ. Yenching), населённом антропоморфными животными — кроликами, лягушками, кошками, пандами, крокодилами, черепахами и медведями. Когда-то давно благодаря особой философии и одновременно религиозному кодексу, называемому «Путь» (The Way) первые четыре расы жили в мире и гармонии, и процветали на протяжении веков. Однако с каждым последующим поколением отношение к традициям становилось всё более наплевательским, и наконец учение «Пути» превратилось из образа жизни в сказку из далёкого прошлого, а народы потеряли духовную связь друг с другом и замкнулись в себе. И вот однажды, огромная армия горилл, совместно с не менее огромной армией крыс, называющих собственный союз «Дин» (The Din), под руководством лидера горилл Министра Шуна (Shun) и лидера крыс Высшего Алхимика Така (Tak), вторглись и в кратчайшие сроки захватили весь остров. Разрозненные народы, из-за потери бдительности, оказались к этому не готовы, да и сами по себе не смогли ничего противопоставить захватчикам. А медведи, крокодилы и черепахи так и вовсе присягнули на верность новым хозяевам и влились в Дин.
Сюжет разворачивается вокруг котёнка по имени Кей (Kay), который не верит в «Путь» и больше сосредоточен на повышении своей силы путём тренировок у своего Учителя (Master), когда-то самого могущественного воина на всём Яньцзине, однако в настоящее время не чурающегося употреблять алкоголь. Отрешение Кея от Пути заставляет его подругу Су Лин (Su Ling) с отвращением покинуть Кошачью деревню, надеясь найти такое место, где разделят её веру в возрождение Пути и помогут ей противостоять Дин. Кей сначала полагает, что гориллы по праву заслуживают контролировать остров, но когда он проводит день в своей деревне, выполняя просьбы односельчан и изучая способы борьбы у учителя, он понимает, что гориллы и крысы стремятся контролировать всё и вся, делая жизнь его народа труднее, и не только его… Последней каплей становится требование Така, оглашённое гориллами и старостой деревни У Баем (Ou Bai), чтобы Учитель закрыл свою школу боевых искусств, на том основании, что она, как и другие подобные ей школы порождает инакомыслие против горилл и крыс, и их слова, что вскоре в каждой яньцзиньской деревне вместо них будут построены школы боевых искусств Дин. К разочарованию Кея, его учитель пассивно соглашается закрыть школу. С наступлением ночи Кей похищает легендарный меч из дома Учителя, пока он спит, и сбегает из деревни.
Кей отправляется в странствие по Яньцзину. Путешествуя, он проходит через деревню кроликов, скрытую в лесных массивах, встречается с их покровителем — драконом Тор Чи (Tor Chi), пересекается с лягушками, чей город находится посреди болота и впоследствии оказывается атакован. После болота Кей встречается с другим драконом, Тор Чанем (Tor Chan) — племянником Тор Чи, который помогает ему добраться до Покинутого города, в котором панды сильно угнетены, а солдаты Дин стремятся раскрыть тайны прошлого. По пути он сражается с полчищами крыс, горилл и другими союзниками захватчиков, такими как упомянутые крокодилы, черепахи и медведи, а также помогает всем нуждающимся и периодически взаимодействует со следующим как будто по пятам лавочником со своим магазином, приобретая у него за найденные монеты зелья, броню и даже оружие.
В Покинутом городе Кей находит свою подругу Су Лин, которая за прошедшее время стала главой «Лавины» — группы сопротивления панд, преследующей цели возродить «Путь» и остановить Министра Шуна, Така и армию Дин. Помогая им, Кей сталкивается с Телохранителем — правой рукой министра Шуна — и отправляется в гробницу последнего Императора, где находит древнюю карту, которая должна показать единственный безопасный путь к Ваа-Ло (Waa-Lo) — вулканическому острову к северо-востоку от Яньцзина и резиденции Шуна и Така.
Тем временем Так и Шун заканчивают строительство огромной машины в самом сердце Ваа-Ло, которая должна будет сделать их бессмертными, как только они её используют. Однако их взаимное недоверие к друг другу вынуждает их обоих заставлять своих инженеров и рабочих саботировать машину так, чтобы каждый из них не мог ей воспользоваться, при это не догадываясь о предательстве.
После трудной морской переправы на борту корабля «Ми-Но», созданного пандами, «Лавина» ступает на Ваа-Ло. Кей, не теряя времени, пробивается сквозь последние рубежи обороны врагов и направляется к центру вулкана и соответственно к машине. Во время проникновения, юный воин наконец находит и побеждает Така в его покоях, после чего идёт дальше в глубь Ваа-Ло, где сталкивается с самим министром Шуном. Оба вступают в яростный поединок, из которого Кей выходит победителем. Шун сбегает к приспособлению и активирует его, надеясь стать бессмертным, но вместо этого он приобретает уродливую, но при этом чрезвычайно сильную форму. Кей догоняет его и сражается с ним на вершине огромной машины в ядре вулкана. Когда Кей вновь побеждает Шуна, Телохранитель приходит, чтобы помочь своему господину. На этот раз машина объединяет Шуна и Телохранителя в одно, ещё более чудовищное и уродливое существо, которое выглядит как две сросшиеся гориллы. Несмотря всю мощь и силу нового монстра, Кей побеждает и его.
После победы над слиянием Шуна и его Телохранителя, вулкан на Ваа-Ло начинает извергаться. К счастью, Кей оказывается спасён от смерти Су Лин и членами «Лавины» на воздушных шарах горилл. Все улетают обратно на уплывающий «Ми-Но», где Кей и Су Лин выражают симпатию к друг другу, держась за руки, и смотря на восход солнца сквозь дым вулкана.
После этого лавочник, помогавший Кею во всём его путешествии, выходит из каюты корабля и даёт Кею красивый кулон в качестве подарка для Су Лин, причём бесплатно, потому, что он спас Яньцзин от гнёта Дин. Кей с усмешкой срывает шляпу с торговца, и оказывается, что последним был его Учитель. Кей шутит о том, что наконец освоил свои способности, перехитрив собственного Учителя, после чего Кей, Су Лин и Учитель смеются, празднуя победу и наступление свободы, пока корабль возвращается обратно на Яньцзин.

## Отзывы
| Сводный рейтинг | Сводный рейтинг | Сводный рейтинг |
| Издание         | Оценка          | Оценка          |
| Издание         | PS2             | PS4             |
| --------------- | --------------- | --------------- |
| GameRankings    | 75,86 %         | 60,71 %         |